# علي أكبر المدرسي
علي أكبر الحسيني المدرسي (بالفارسية: على أكبر حسينى مدرسى) ولد 17 سبتمبر 1957 -)؛ عالم ومدرس فقه عراقي شيعي. وهو شقيق محمد تقي المدرسي و هادي المدرسي.

## العائلة
ولد المدرسي في عائلة دينية شيعية مميزة في كربلاء في العراق. والده محمد كاظم المدرسي، حفيد محمد باقر كلبايكاني (المعروف أيضًا باسم الجرفدقاني). والدته هي ابنة مهدي الشيرازي. يدعي النسب من زيد بن علي، حفيد النبي محمد.

## الحياة الدينية
درس المدرسي في الحوزات الدينية في كربلاء على عهد والده محمد كاظم وأخيه محمد تقي، وكبار العلماء مثل محمد حسين المازنداراني وجعفر الرشتي وأمه. أعمام محمد الشيرازي وحسن الشيرازي. وهاجر إلى الكويت مع إخوته الأكبر سنًا في عام 1971، بسبب أسلوب البعثيين المعادي للشيعة. استقروا هناك حتى عام 1979، وبعد ذلك انتقلوا إلى إيران بعد الثورة الإسلامية.
درّس المدرسي في حوزة القائم التي أنشأها شقيقه محمد تقي عام 1980، إلى أن أغلقت عام 1990. مكث في طهران بينما ذهب إخوته إلى سوريا، ودرَّس في مدارس دينية مختلفة، حتى انتقل إلى مشهد في عام 2014، وبدأ التدريس في معهدها بالقرب من ضريح الإمام الرضا.
خلال فترة وجوده في القائم، درَّس المدرسي الشيخ نمر النمر وكان يعتبر معلمه، كانت تربطه به علاقة وثيقة حتى بعد إغلاق الحوزة وحتى إعدامه في عام 2016. في القائم، درَّس رشيد الحسيني، ممثل المرجع الديني علي السيستاني، الذي يظهر على التلفزيون العراقي الحكومي ويقدم فتاوى السيستاني.

## الحياة الشخصية
تزوج المدرسي ابنة باقر القزويني وله سبعة أولاد.